# Saïd Benrahma
Mohamed Saïd Benrahma (Aïn Témouchent, 10 de agosto de 1995) es un futbolista argelino que juega de delantero en el Neom S. C. de la Liga Profesional Saudí.

## Trayectoria
Benrahma comenzó su carrera futbolística en las categorías inferiores del N. R. B. Bethioua. Llegó al Olympique de Niza en la temporada 2013-14, con Claude Puel como entrenador. El 5 de octubre, jugó el partido contra el Toulouse F. C., donde ingresó al campo de juego al minuto 75 en lugar de Jérémy Pied.
En enero de 2016 fue transferido en calidad de cedido al Angers S. C. O. hasta el final de la temporada 2015-16. En enero de 2017, fue cedido al Gazélec Ajaccio sin opción de compra. En julio de ese año se fue a préstamo al L. B. Châteauroux.
En julio de 2018 fue traspasado al Brentford F. C.
El 16 de octubre de 2020 dio al salto a la Premier League después de que el West Ham United F. C. lograra su cesión hasta final de temporada. Posteriormente se quedó en el equipo, disputó 155 partidos y ganó la Liga Europa Conferencia de la UEFA 2022-23.
El 2 de febrero de 2024 regresó al fútbol francés después de ser cedido al Olympique de Lyon hasta junio. Posteriormente siguió en el club, donde estuvo otros seis meses antes de ser cedido al Neom S. C. con una opción de compra de doce millones de euros.

## Selección nacional
En septiembre de 2015 fue convocado por primera vez a la selección argelina para la jornada de amistosos ante Guinea y Senegal.

## Estadísticas

### Clubes
Actualizado al último partido disputado el 7 de noviembre de 2024.
| Club                             | Div.          | Temporada     | Liga  | Liga  | Copas nacionales | Copas nacionales | Copas internacionales | Copas internacionales | Total | Total |
| Club                             | Div.          | Temporada     | Part. | Goles | Part.            | Goles            | Part.                 | Goles                 | Part. | Goles |
| -------------------------------- | ------------- | ------------- | ----- | ----- | ---------------- | ---------------- | --------------------- | --------------------- | ----- | ----- |
| O. G. C. Niza Francia            | 1.ª           | 2013-14       | 5     | 0     | 0                | 0                | ―                     | ―                     | 5     | 0     |
| O. G. C. Niza Francia            | 1.ª           | 2014-15       | 3     | 1     | 0                | 0                | ―                     | ―                     | 3     | 1     |
| O. G. C. Niza Francia            | 1.ª           | 2015-16       | 9     | 2     | 1                | 0                | ―                     | ―                     | 10    | 2     |
| O. G. C. Niza Francia            | Total club    | Total club    | 17    | 3     | 1                | 0                | 0                     | 0                     | 18    | 3     |
| Angers S. C. O. Francia          | 2.ª           | 2015-16       | 12    | 1     | 1                | 0                | ―                     | ―                     | 13    | 1     |
| Angers S. C. O. Francia          | Total club    | Total club    | 12    | 1     | 1                | 0                | 0                     | 0                     | 13    | 1     |
| Gazélec Ajaccio Francia          | 2.ª           | 2016-17       | 15    | 3     | 0                | 0                | ―                     | ―                     | 15    | 3     |
| Gazélec Ajaccio Francia          | Total club    | Total club    | 15    | 3     | 0                | 0                | 0                     | 0                     | 15    | 3     |
| L. B. Châteauroux Francia        | 2.ª           | 2017-18       | 31    | 9     | 3                | 3                | ―                     | ―                     | 34    | 12    |
| L. B. Châteauroux Francia        | Total club    | Total club    | 31    | 9     | 3                | 3                | 0                     | 0                     | 34    | 12    |
| Brentford F. C. Inglaterra       | 2.ª           | 2018-19       | 38    | 10    | 7                | 1                | ―                     | ―                     | 45    | 11    |
| Brentford F. C. Inglaterra       | 2.ª           | 2019-20       | 46    | 17    | 0                | 0                | ―                     | ―                     | 46    | 17    |
| Brentford F. C. Inglaterra       | 2.ª           | 2020-21       | 2     | 0     | 1                | 2                | ―                     | ―                     | 3     | 2     |
| Brentford F. C. Inglaterra       | Total club    | Total club    | 86    | 27    | 8                | 3                | 0                     | 0                     | 94    | 30    |
| West Ham United F. C. Inglaterra | 1.ª           | 2020-21       | 30    | 1     | 3                | 0                | ―                     | ―                     | 33    | 1     |
| West Ham United F. C. Inglaterra | 1.ª           | 2021-22       | 32    | 8     | 4                | 0                | 12                    | 3                     | 48    | 11    |
| West Ham United F. C. Inglaterra | 1.ª           | 2022-23       | 35    | 6     | 4                | 2                | 13                    | 4                     | 52    | 12    |
| West Ham United F. C. Inglaterra | 1.ª           | 2023-24       | 13    | 0     | 4                | 0                | 5                     | 0                     | 22    | 0     |
| West Ham United F. C. Inglaterra | Total club    | Total club    | 110   | 15    | 15               | 2                | 30                    | 7                     | 155   | 24    |
| Olympique de Lyon Francia        | 1.ª           | 2023-24       | 12    | 3     | 3                | 0                | ―                     | ―                     | 15    | 3     |
| Olympique de Lyon Francia        | 1.ª           | 2024-25       | 7     | 1     | 0                | 0                | 4                     | 1                     | 11    | 2     |
| Olympique de Lyon Francia        | Total club    | Total club    | 19    | 4     | 3                | 0                | 4                     | 1                     | 26    | 5     |
| Total carrera                    | Total carrera | Total carrera | 290   | 62    | 31               | 8                | 34                    | 8                     | 355   | 78    |

## Palmarés

### Títulos internacionales
| Título                             | Club                  | Sede  | Año  |
| ---------------------------------- | --------------------- | ----- | ---- |
| Liga Europa Conferencia de la UEFA | West Ham United F. C. | Praga | 2023 |